# World Games 2025/Teilnehmer (Luxemburg)
| Gelbes Symbol für Goldmedaillen mit stilisierten Olympischen Ringen | Graues Symbol für Silbermedaillen mit stilisierten Olympischen Ringen | Braundes Symbol für Bronzemedaillen mit stilisierten Olympischen Ringen |
| ------------------------------------------------------------------- | --------------------------------------------------------------------- | ----------------------------------------------------------------------- |
| —                                                                   | —                                                                     | —                                                                       |

Luxemburg nahm an den World Games 2025 mit zwei Athletinnen teil.

## Teilnehmer nach Sportarten

### Bogenschießen
| Athleten     | Wettbewerb             | Qualifikation | Qualifikation | 1. Runde     | 1. Runde | Achtelfinale | Achtelfinale | Viertelfinale | Viertelfinale | Halbfinale    | Halbfinale    | Finale        | Finale        | Rang |
| Athleten     | Wettbewerb             | Punkte        | Rang          | Gegner       | Erg.     | Gegner       | Erg.         | Gegner        | Erg.          | Gegner        | Erg.          | Gegner        | Erg.          | Rang |
| ------------ | ---------------------- | ------------- | ------------- | ------------ | -------- | ------------ | ------------ | ------------- | ------------- | ------------- | ------------- | ------------- | ------------- | ---- |
| Frauen       |                        |               |               |              |          |              |              |               |               |               |               |               |               |      |
| Mariya Klein | Compoundbogen – Target | 692           | 15            | Carson Krahe | 146:144  | Alexis Ruiz  | 143:144      | ausgeschieden | ausgeschieden | ausgeschieden | ausgeschieden | ausgeschieden | ausgeschieden | 9    |

### Kraftdreikampf
| Athleten      | Wettbewerb                  | Gewicht    | Gewicht     | Gewicht    | Gesamt   | Gesamt | Rang |
| Athleten      | Wettbewerb                  | Kniebeugen | Bankdrücken | Kreuzheben | Gewicht  | Punkte | Rang |
| ------------- | --------------------------- | ---------- | ----------- | ---------- | -------- | ------ | ---- |
| Frauen        |                             |            |             |            |          |        |      |
| Ankie Timmers | Superschwergewicht Equipped | 172,5 kg   | 207,5 kg    | 175,0 kg   | 555,0 kg | 87,14  | 7    |